# Matcza
Matcza (tadż. Матча) – miejscowość w Tadżykistanie (wilajet sogdyjski); 15 200 mieszkańców (2006). Ośrodek przemysłowy.